# Sandra Vanegas
Sandra Vanegas Valderrama (4 de agosto de 1991) es una deportista colombiana que compitió en taekwondo. Ganó tres medallas en el Campeonato Panamericano de Taekwondo entre los años 2010 y 2014.

## Palmarés internacional
| Campeonato Panamericano | Campeonato Panamericano | Campeonato Panamericano | Campeonato Panamericano |
| Año                     | Lugar                   | Medalla                 | Categoría               |
| ----------------------- | ----------------------- | ----------------------- | ----------------------- |
| 2010                    | Monterrey (México)      | Medalla de plata        | –73 kg                  |
| 2012                    | Sucre (Bolivia)         | Medalla de bronce       | –73 kg                  |
| 2014                    | Aguascalientes (México) | Medalla de bronce       | –73 kg                  |